# كاثلين بيللر
كاثلين بيللر (بالإنجليزية: Kathleen Beller)‏ هي ممثلة أمريكية، ولدت في 19 فبراير 1956 في الولايات المتحدة.

## أعمال

### أفلام
- (1974) الجزء الثاني[4][5][6]

### مسلسلات
- ديناستي

## وصلات خارجية
- كاثلين بيللر على موقع IMDb (الإنجليزية)
- كاثلين بيللر على موقع ميتاكريتيك (الإنجليزية)
- كاثلين بيللر على موقع روتن توميتوز (الإنجليزية)
- كاثلين بيللر على موقع ألو سيني (الفرنسية)
- كاثلين بيللر على موقع أول موفي (الإنجليزية)
- كاثلين بيللر على موقع قاعدة بيانات الأفلام السويدية (السويدية)
- كاثلين بيللر على موقع إن إن دي بي (الإنجليزية)
- كاثلين بيللر على موقع قاعدة بيانات الفيلم (الإنجليزية)
- كاثلين بيللر على موقع كينوبويسك (الروسية)